# Királynék völgye 40
A Királynék völgye 40 (QV40) egy ókori egyiptomi sír a Királynék völgyében. Egy ismeretlen hercegnő-királyné számára készült, aki a XIX. dinasztia uralkodásának elején élt.
A sír I. Ramszesz és I. Széthi korabeli sírok közt helyezkedik el, így erre a korszakra datálják. Minősége alapján fontos személy számára készülhetett, de a kártusokba nem írták be a királyné nevét, és azt sem tudni, temettek-e a sírba valaha. A sír alaprajza és díszítése is összetettebb, mint a környező síroké, és mind kialakítására, mind dekorációjára számos újítás jellemző. Egy bejárati lépcső kétoszlopos előcsarnokba vezet, melyből a lépcsővel szemközt a sírkamra, jobboldalt pedig nagy méretű mellékkamra nyílik. Mind az oszlopos csarnok, mind az előcsarnok használata itt jelenik meg először ramesszida királynéi sírban.

## Dekorációja
A díszítés igen jó állapotban maradt fenn; az oszlopos kamrában a legjobb minőségű, itt vakolatba vésett domborművek láthatóak, a sírkamrában és az oldalkamrában pedig festett vakolat. A királynét hat kép ábrázolja – ez az első ramesszida kori királynéi sír, amelyben több kép látható a sírtulajdonosról –, újdonságnak számít, hogy van olyan jelenet, ahol áldozatot mutat be az isteneknek, nem csak ő maga kap áldozatot.
Az oszlopos előcsarnok két oszlopából már csak az egyik van meg, ennek mind a négy oldalát istenek képe díszíti. A helyiség domborműves díszítésén istenek haladnak kifelé a sírból, az elhunyt pedig befelé tart a sírba. Az elhunyt a képeken Ptahot imádja, Anubisznak és Hathornak áldoz, a szemközti falon párhuzamként a Ré-Harahtit védelmező Amentet, a nyugat istennője látható, így az elhunyt lelke a nyugati nekropolisz két istene között haladhat ki a sírból. Thot és Maat is megjelenik a sírban.
A sírkamrában a bejárattal szemben egy álló Ka alak látható. A dekoráción emellett megjelenik az áldozati asztal előtt ülő királyné, két Nílus-isten, valamint a Napisten két bárkája, amelyben nappal átkel az égen, éjszaka pedig az alvilágon. Emellett egy szentélyben a Halottak Könyve szerint az alvilág kapuit őrző Hememet-lelkek láthatóak. Az oldalfalakon Hórusz-fiak, Ízisz, Neith és Szelket, valamint Anubisz, az ifjú Hórusz és kisebb istenek szerepelnek. A bejárat mellett belülről két védelmező, a sakál és az oroszlán látható, íbisz- és sólyomfejű istenekkel.
Az előcsarnokból jobbra nyíló mellékkamrát a kanópuszedények tárolására alakíthatták ki, mert a falak díszítésén két kanópuszláda szerepel, egyéb temetkezési kellékekkel együtt. A két láda közt Maat szárnyas alakja látható, a többi falon íbiszfejű istenek, a négy szél megtestesítői a Halottak Könyvéből. Az előcsarnokból ide vezető rövid folyosón Meretszeger istennő képe látható.